# 喬治·托馬斯
喬治·托馬斯（英語：George Stanley Thomas；1997年3月24日—）是英籍威爾斯的一位足球運動員，在場上的位置是前鋒或中場。現效力於英冠球隊女王公园巡游者。他也代表蘇格蘭各級國青隊參賽。

## 外部連結
- George Thomas player profile at ccfc.co.uk
- 足球数据库：喬治·托馬斯的球员统计数据